# Campionato mondiale di hockey su ghiaccio 1985
Il campionato mondiale di hockey su ghiaccio 1985 (50ª edizione) si è svolto dal 17 aprile al 3 maggio 1985 in Cecoslovacchia, in particolare nella città di Praga. Esso è stato considerato anche come campionato europeo, alla sua 61ª edizione.
Vi hanno partecipato otto rappresentative nazionali. A trionfare è stata la nazionale cecoslovacca, che ha conquistato così il 6º titolo mondiale.
Per quanto riguarda il titolo europeo sono state considerate le sfide tra le nazionali europee relative al primo turno della manifestazione ed il titolo è andato alla nazionale sovietica, che ha ottenuto il suo 23º titolo europeo.

## Nazionali partecipanti
- Unione Sovietica
- Stati Uniti
- Cecoslovacchia
- Canada
- Finlandia
- Svezia
- Germania Ovest
- Germania Est

## Podio

### Mondiale
| Pos. | Squadra          |
| ---- | ---------------- |
| 1°   | Cecoslovacchia   |
| 2°   | Canada           |
| 3°   | Unione Sovietica |

### Europeo
| Pos. | Squadra          |
| ---- | ---------------- |
| 1°   | Unione Sovietica |
| 2°   | Cecoslovacchia   |
| 3°   | Finlandia        |